# Satchelliella reghayana
Satchelliella reghayana és una espècie d'insecte dípter pertanyent a la família dels psicòdids que es troba a l'Àfrica del Nord: el Marroc.